# Simon Willem Adrianus Laurense
Simon Willem Adrianus Laurense (Giessendam, 20 augustus 1911 – 16 augustus 1998) was een Nederlands politicus van de ARP.
Hij werd geboren als zoon van Willem Adrianus Laurense (1872-1932) en Elina Maaijke Boelhouwer (1886-1949). Zijn vader was van 1904 tot 1932 burgemeester van Giessendam. Zelf ging S.W.A. Laurense in Dordrecht naar de hbs en werd daarna volontair bij de gemeentesecretarie van gemeenten Noordeloos, Hoogblokland, Hoornaar en Giessendam. Hij was vanaf 1933 twee jaar ambtenaar bij de gemeente Giessendam en ging daarna werken bij het ministerie van Binnenlandse Zaken. Laurense werd in 1952 benoemd tot burgemeester van Oosterland en als zodanig kreeg hij te maken met de Watersnoodramp van 1953 met in die gemeente vele tientallen doden. In 1958 kwam uit onderzoek naar voren dat een ambtenaar van de gemeente Oosterland geld had verduisterd. Laurense zou onvoldoende toezicht hebben gehouden hoewel hij wist dat die ambtenaar in zijn vorige woonplaats in financiële moeilijkheden was geraakt. Laurense kreeg te maken met een justitieel onderzoek en begin 1959 ging de burgemeester met 'ziekteverlof' dat steeds verlengd werd. Na een jaar eindigde het verlof waarbij de commissaris van de koningin liet weten dat dat niet gezien kon worden als rehabilitatie. Daarop stapten vijf van de zeven gemeenteraadsleden (waaronder beide wethouders) op omdat ze weigerde samen te werken met Laurense en alle partijgenoten daarvan die op de kieslijst stonden weigerden hen te vervangen. De problemen bij Oosterland leidde zelfs tot kamervragen. Bijna een jaar later, op 1 januari 1961 was er in Zeeland een gemeentelijke herindeling waarbij de gemeenten Nieuwerkerk, Oosterland en Ouwerkerk fuseerden tot de gemeente Duiveland. Daarmee kwam een einde aan het conflict en zijn burgemeesterschap. Laurense bleef tot circa 1978 wonen in de voormalige ambtswoning en verhuisde daarna naar Leiderdorp. Hij overleed in 1998 op 86-jarige leeftijd.